# Lamar Life Building
El Lamar Life Building es un edificio histórico en la ciudad de Jackson, la capital de Misisipi (Estados Unidos).  Fue diseñado en el estilo neogótico y se completó en 1924. Fue considerado el primer rascacielos de Jackson. En la actualidad es el duodécimo edificio más alto de Jackson. Un reloj de torre corona su fachada de Capitol Street.
El edificio está al otro lado de la calle de la Mansión del Gobernador y se renovó en 2018. Está incluido en el Registro Nacional de Lugares Históricos como parte del Distrito Histórico de Farish Street.